# Castell de Bolquera
El Castell de Bolquera era una antiga fortificació medieval de la comuna de Bolquera, a la comarca de l'Alta Cerdanya, de la Catalunya del Nord.
Les seves restes estan situades damunt del turó on es dreça l'església parroquial del poble de Bolquera, al sud del principal nucli de població d'aquest vilatge.

## Arquitectura
L'únic vestigi que roman de la construcció és la torre de la muralla que fou aprofitada per a campanar de l'església de Santa Eulàlia de Bolquera.